# Wietzendorf
Wietzendorf is een gemeente in de Duitse deelstaat Nedersaksen, en maakt deel uit van het Landkreis Heidekreis.
Wietzendorf telt 4.140 inwoners.

## Indeling van de gemeente
Naast het hoofddorp Wietzendorf bestaat de gemeente uit de volgende dorpen en gehuchten:
- Bockel met Dehnernbockel
- Lührsbockel
- Wroge
- Lehmberg
- Marbostel met Rodehorst, ten zuiden van Wietzendorf
- Meinholz
- Suroide met Hexenreihe, ten noorden van Wietzendorf
- Reddingen met Halmern en Reiningen, ten oosten van Wietzendorf
- Klein Amerika, ten westen van Marbostel en van de spoorlijn.

### Bevolkingscijfers
Gemeentetotaal per  1 sept. 2020 = 4.245 (bron: website gemeente Wietzendorf)
uitgesplitst in: Wietzendorf zelf (3.758), Bockel (143), Meinholz (95), Suroide (104), Reddingen (103) en Marbostel (42).
De meerderheid van de christenen in de gemeente is evangelisch-luthers.

## Ligging, verkeer, vervoer
De gemeente ligt aan het (niet bevaarbare) riviertje de Wietze (zijrivier van de Örtze), en nabij de Lüneburger Heide. In de gemeente is veel bos te vinden. 

### Buurgemeenten
- Munster (Nedersaksen) (NO: in noordoostelijke richting)
- Soltau (NW)
- Bispingen (N)
- Verden (W)
- Faßberg (O)
- Bergen (Z)
- gemeentevrij gebied Osterheide (ZW)
- Südheide (ZO)

### Wegverkeer
De dichtstbijzijnde afrit van een autosnelweg is afrit nummer 45 (Soltau-Süd) van de Autobahn A7. Hiervandaan kan men de Bundesstraße 3 nemen richting Celle en na 5 km linksaf slaan. Totale afstand vanaf de Autobahn circa 10 km.

### Openbaar vervoer
De gemeente heeft een station aan een spoorlijntje, dat Walsrode met Celle verbindt. Dit spoor wordt echter alleen door goederentreinen gebruikt. Wel leven er (nog niet concreet uitgewerkte) wensen bij de bevolking, om dit lijntje uiterlijk in de jaren 2030 weer voor reizigersverkeer in gebruik te gaan nemen.
Vooralsnog zijn openbaar-vervoerreizigers aangewezen op de bus naar Soltau v.v., waar het dichtstbijzijnde treinstation is. Deze bus rijdt niet 's avonds, en niet op zon- en feestdagen. Op donderdag en zaterdag rijdt 1 x per dag een buurtbus naar twee winkelcentra in respectievelijk Soltau en Bergen en weer terug.

## Economie
Evenals in de naburige gemeente Munster (Nedersaksen) is de aanwezigheid in de directe omgeving van militaire oefenterreinen voor de gemeente van economisch belang. In het gehucht Klein Amerika staat een fabriek van aardappelzetmeel met eigen biogaswinnings-installatie. 
Afgezien hiervan is het toerisme de belangrijkste bron van inkomsten. 
Nabij de afrit van de Autobahn ligt een bedrijventerrein, waar o.a. de firma Nedexco Logistics een distributiecentrum heeft gevestigd, en verder lokaal en regionaal midden- en kleinbedrijf zetelt.

## Geschiedenis
Wietzendorf ontstond in de 11e eeuw rondom een kerkje, waar thans de Jacobuskerk staat. 
In de Dertigjarige Oorlog (1618-1648) werd het dorp door vele rampen, zoals plundering en brandstichting door doortrekkende legers, pestepidemieën e.d. getroffen.
In de 17e en 18e eeuw was hier een lokale gerechtsplaats, waar (ook van de Veluwe in Nederland bekende) marke- of holtrichters geschillen tussen de eigenerfde boeren van het dorp beslechtten. Op de plaats in het bos waar dit gebeurde, is een informatiepaneel geplaatst.
In de 18e en de eerste helft van de 19e eeuw kende de gemeente een eigenaardige, ook elders in Duitsland hier en daar voorkomende vorm van lager onderwijs, de zgn. Reihenschule.  De schoolmeester trok van gehucht naar gehucht en gaf volgens een vast rooster beurtelings (der Reihe nach) in elk gehucht één dag les. De lessen vonden in het huis of de boerderij van één der dorpelingen plaats. De gastheer diende de meester kosteloos van een avondmaaltijd, een slaapplaats en een ontbijt voor de volgende dag te voorzien. 
In de Tweede Wereldoorlog, vanaf 1941, lag hier het beruchte kamp Stalag XD 310 voor Russische krijgsgevangenen. Dezen moesten hier onder extreem erbarmelijke omstandigheden werken en verblijven. Honger, uitputting, kou, ziektes, mishandelingen, martelingen en moord eisten het leven van circa 16.000 soldaten uit de toenmalige Sovjet-Unie.
In de periode 1973 t/m 1992 was het plaatsje vooral bekend vanwege de Nederlandse troepen, waaronder 43 Tankbataljon, Regiment Huzaren Van Sytzama en 41 Pantserluchtdoelartilleriebatterij die daar gelegerd waren.

## Bezienswaardigheden, evenementen, recreatie
- In de gemeente, die het predicaat Staatlich anerkannter Erholungsort mag dragen,  is het natuurschoon reden voor toeristisch bezoek; het hoogveenreservaat Wietzendorfer Moor (2 km2; ten zuiden van het dorp), het dal van het riviertje de Wietze, en vooral het nabijgelegen grote natuurgebied Lüneburger Heide hebben op dit gebied veel te bieden.
- De gemeente heeft een traditie op het gebied van de imkerij; de heidehoning uit de Lüneburger Heide is een geliefd artikel. Normaliter vindt jaarlijks in september het hieraan gerelateerde Honigfest plaats.
- Streekmuseum in de historische boerderij Peetshof (1874)
- De neogotische, evangelisch-lutherse  Jakobi-Kirche (kerk van Jacobus de Meerdere), werd in 1876 gebouwd naar een ontwerp van  de beroemde architect van de neogotiek Conrad Hase.
- Camping Südsee-Camp met veel faciliteiten ten noorden van het dorp

## Afbeeldingen

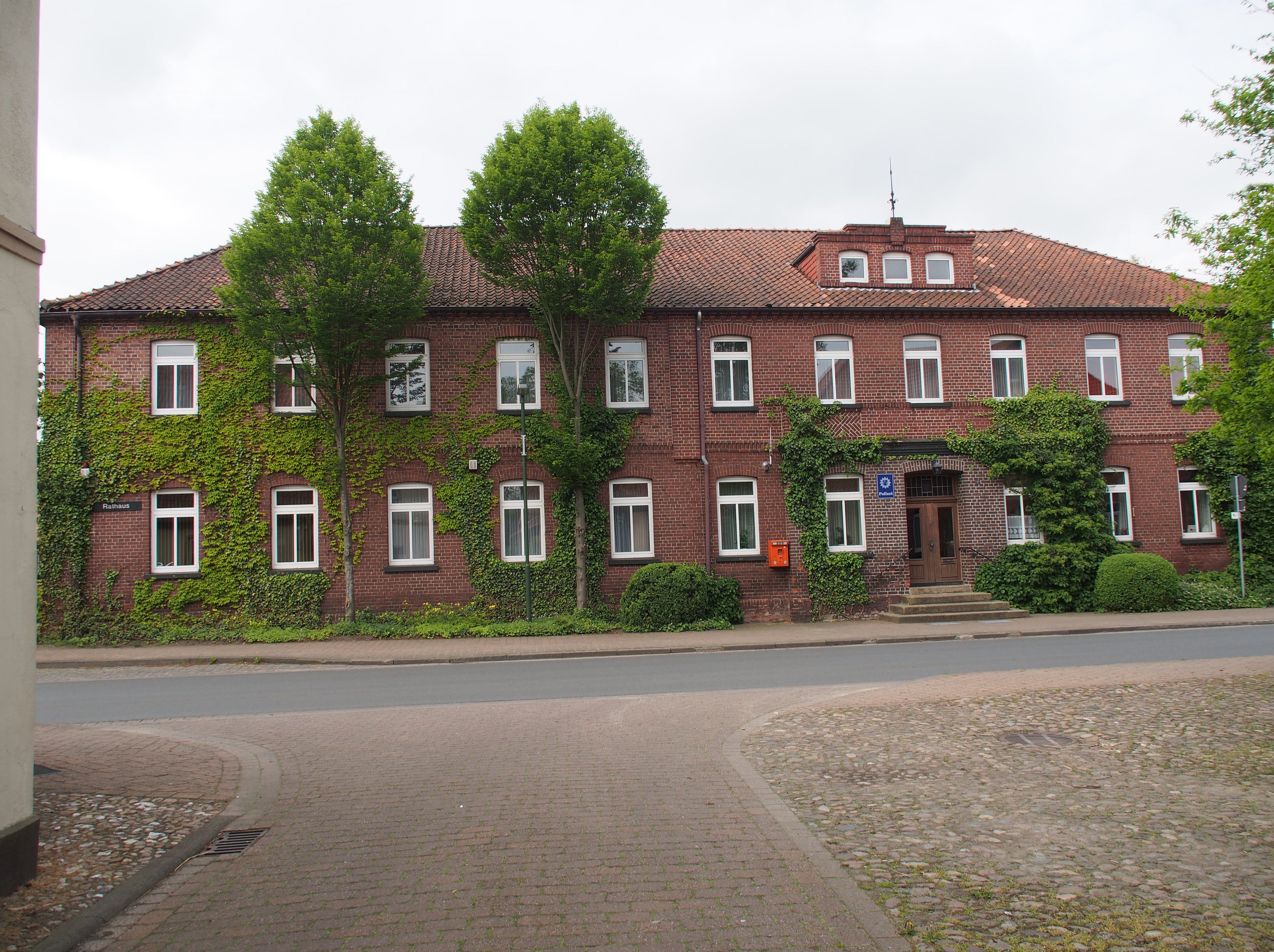
Gemeentehuis
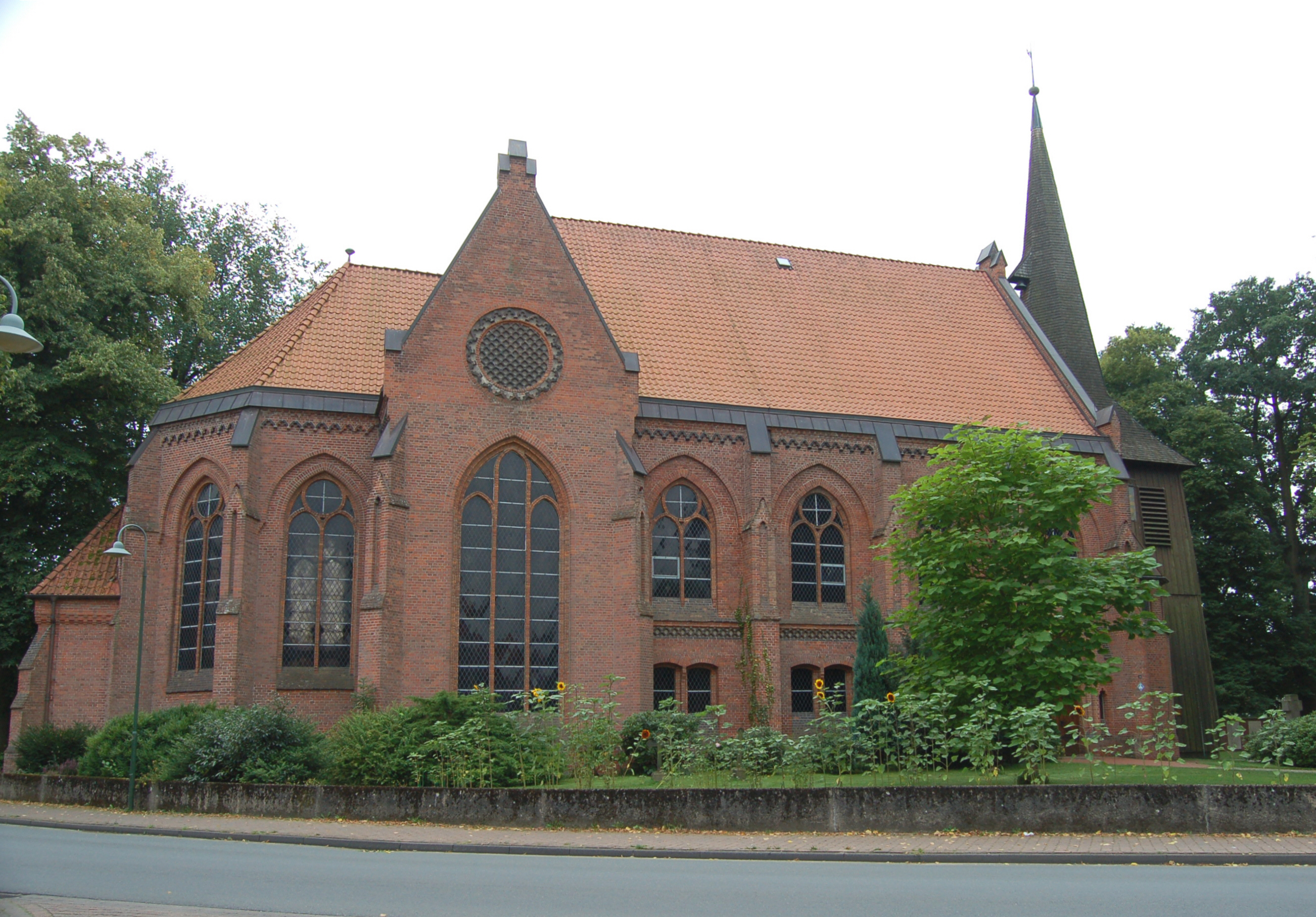
Evangelisch-lutherse Jacobikerk
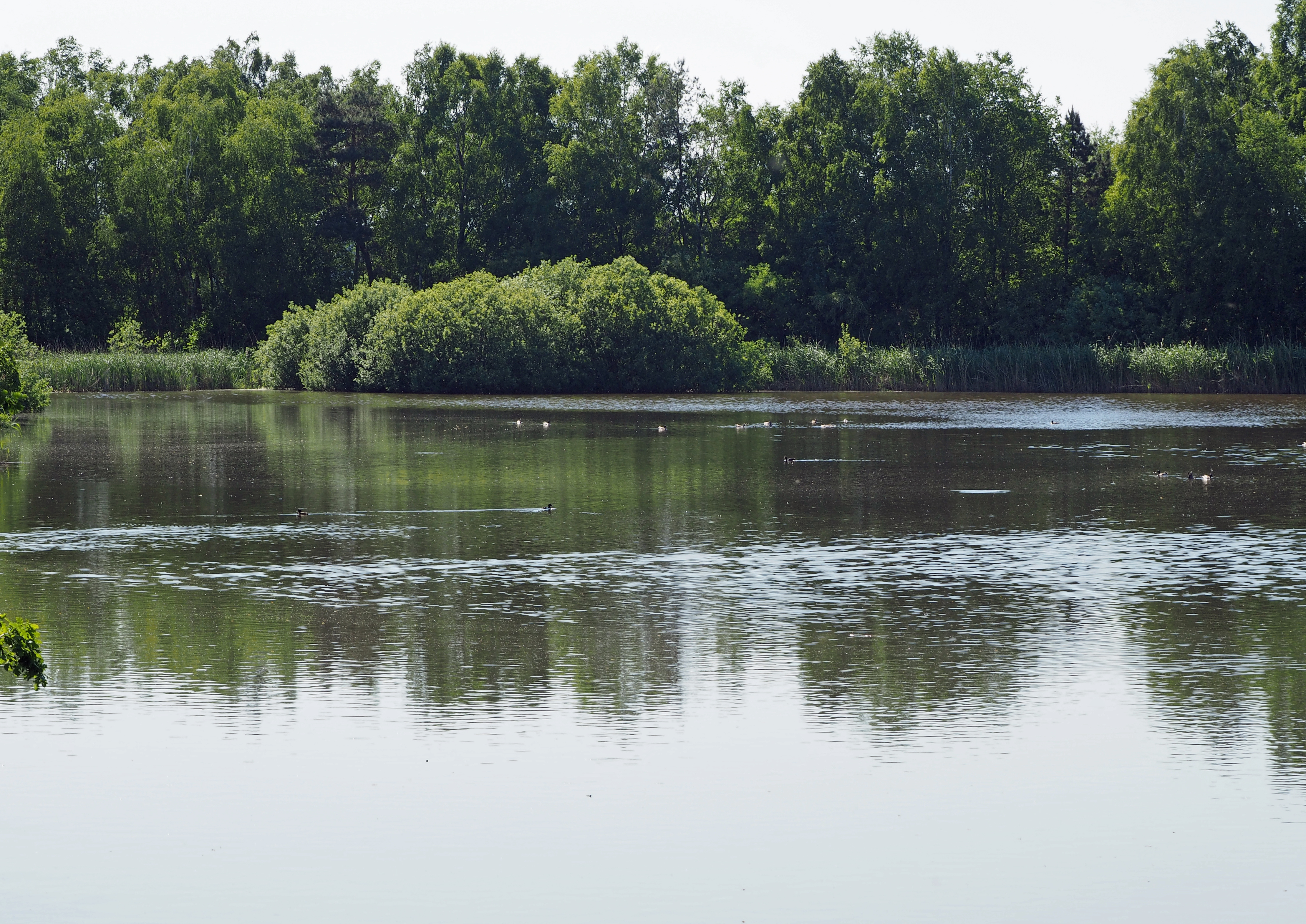
Meertje voor lozing van overtollig water in het Wietzendorfer Moor
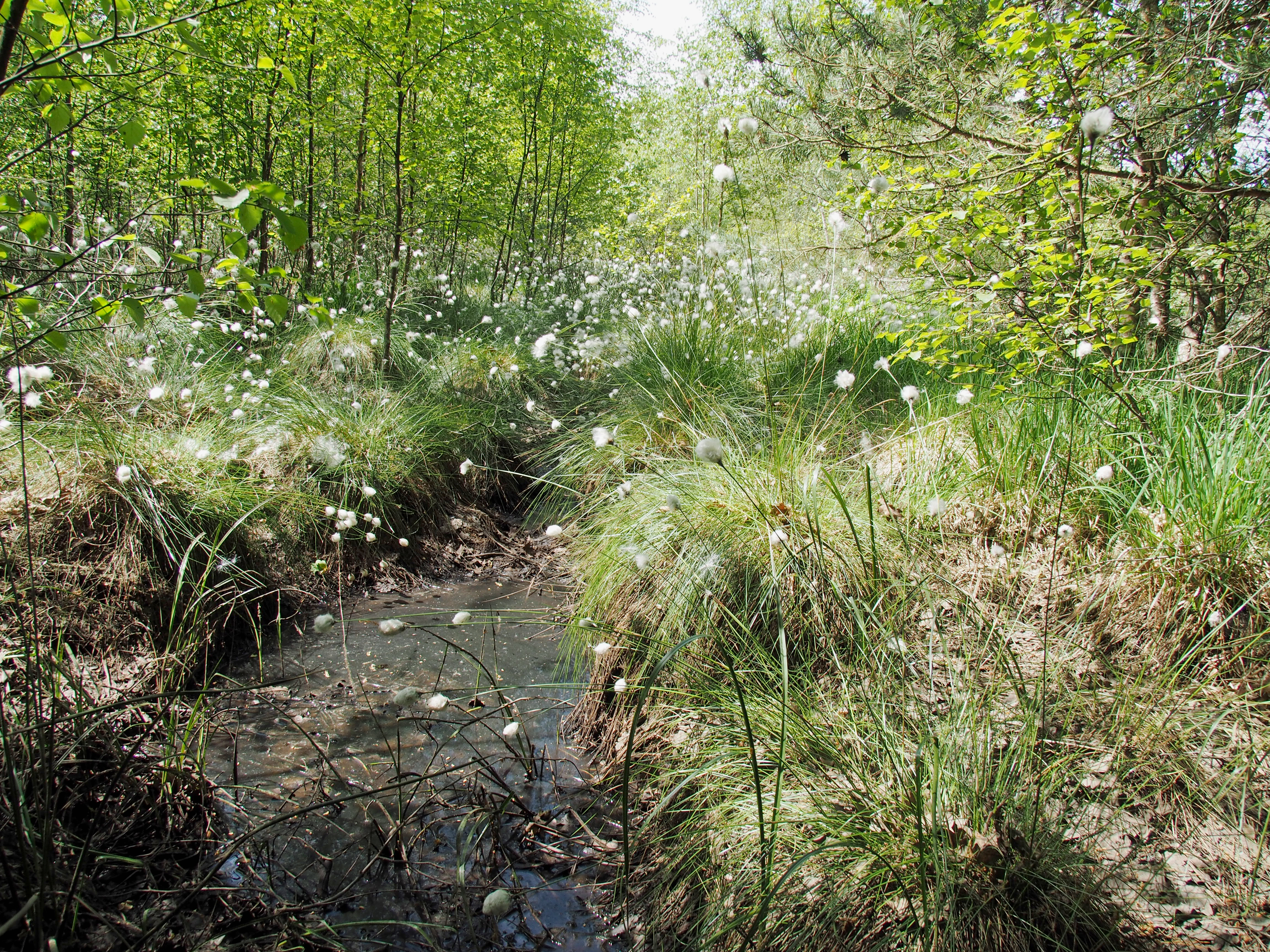
Wollegras in het Wietzendorfer Moor
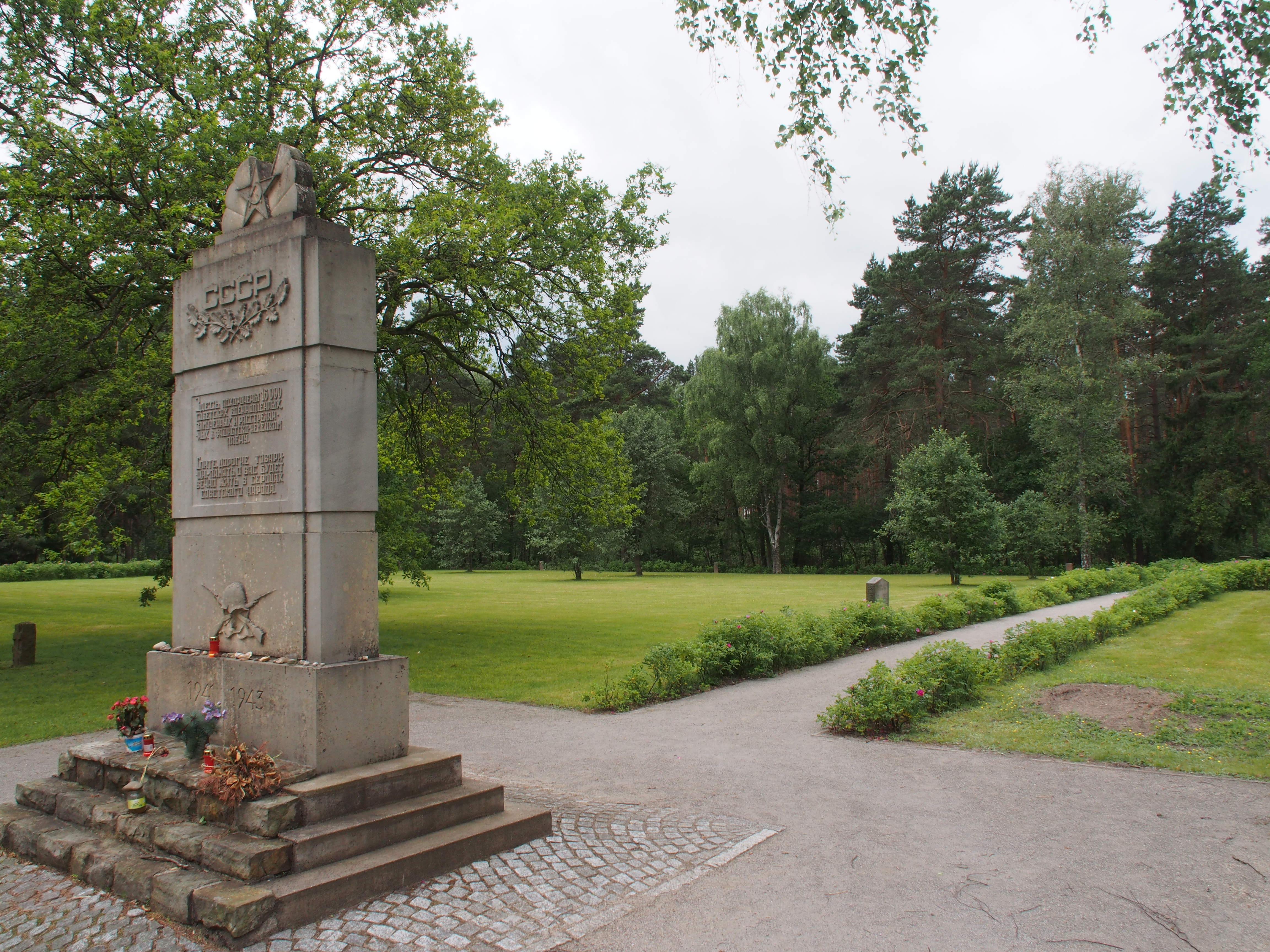
Monument op oorlogskerkhof Russisch kamp Stalag XD 310
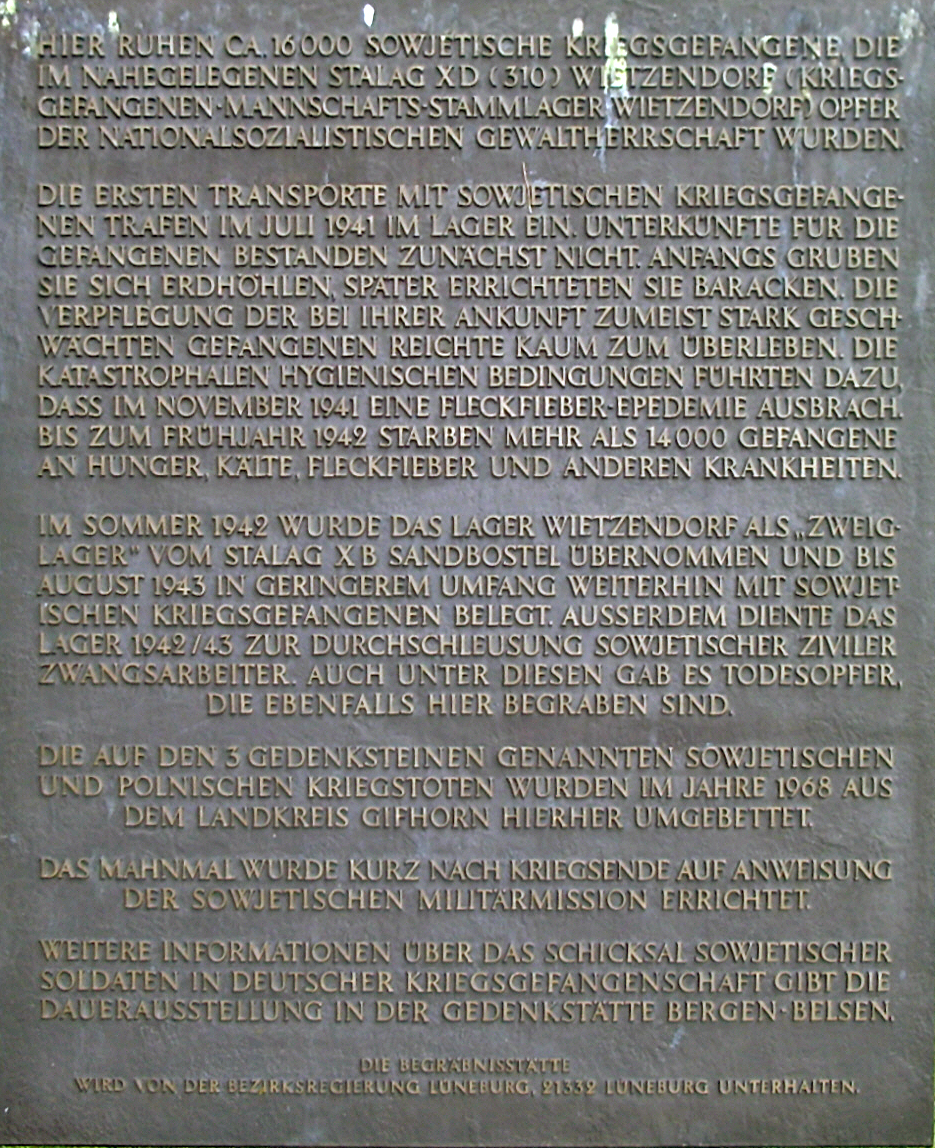
Herdenkingsplaquette  Russisch kamp Stalag XD 310
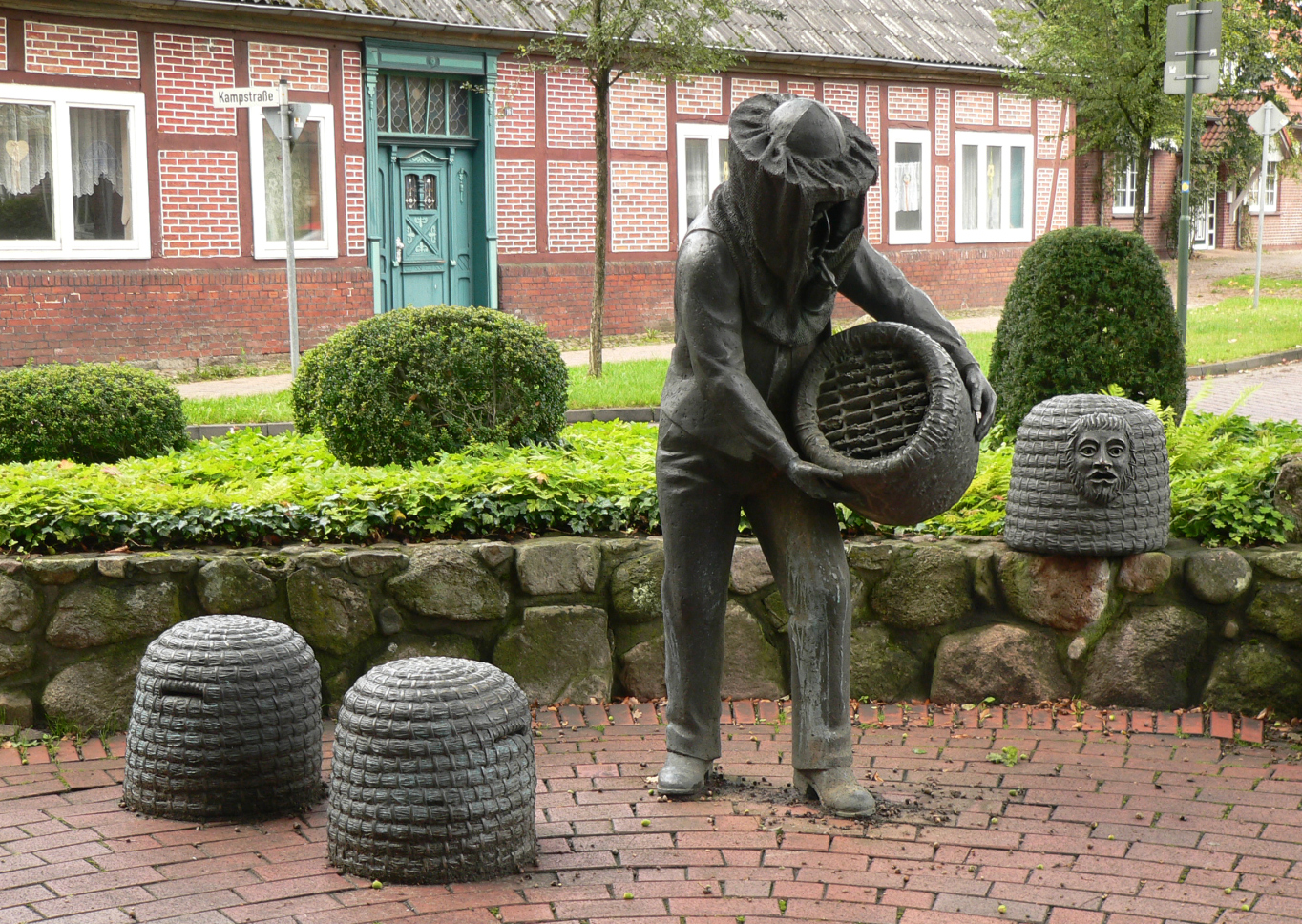
Imkerij-monument
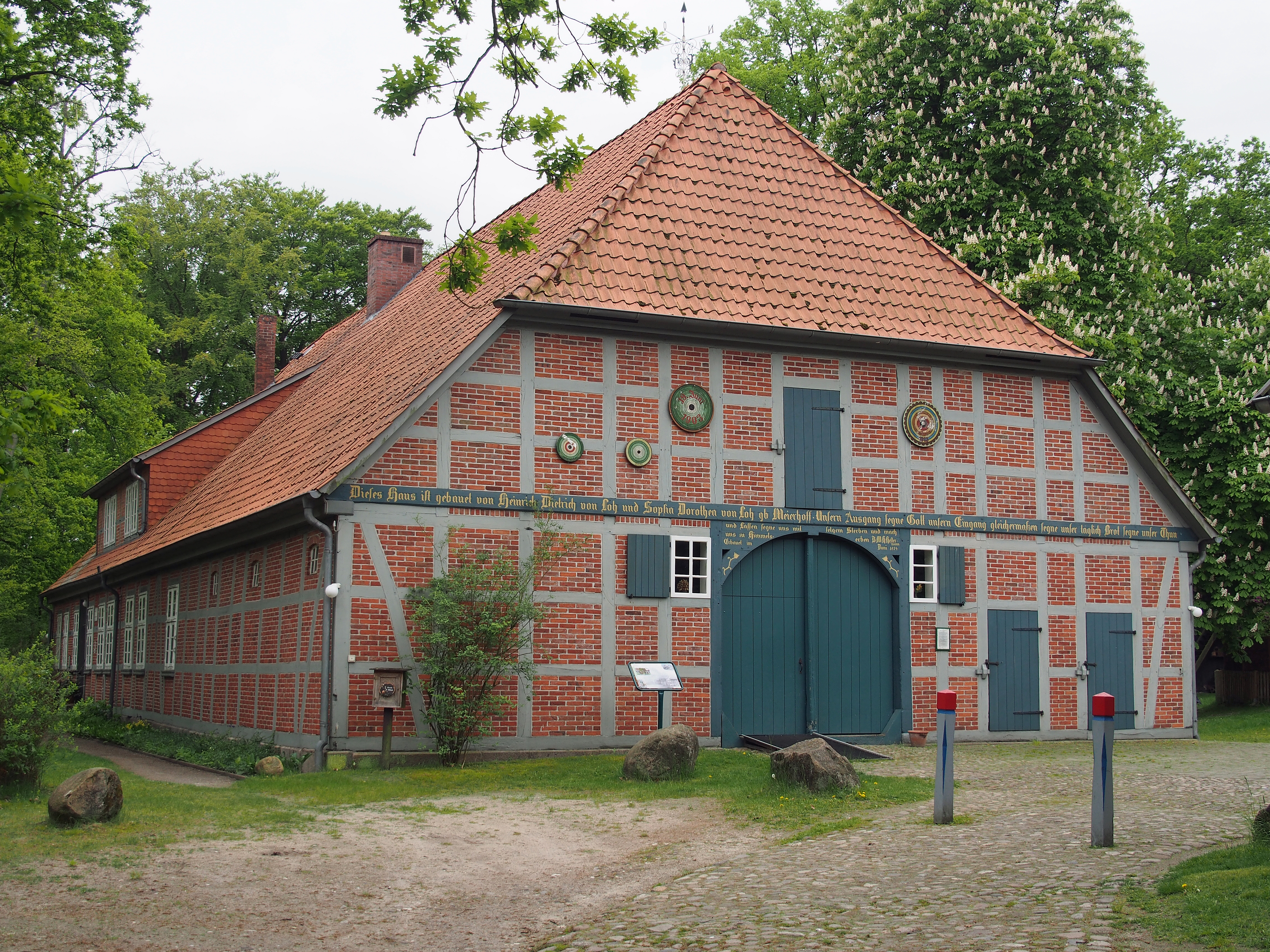
De Peetshof (streekmuseum)
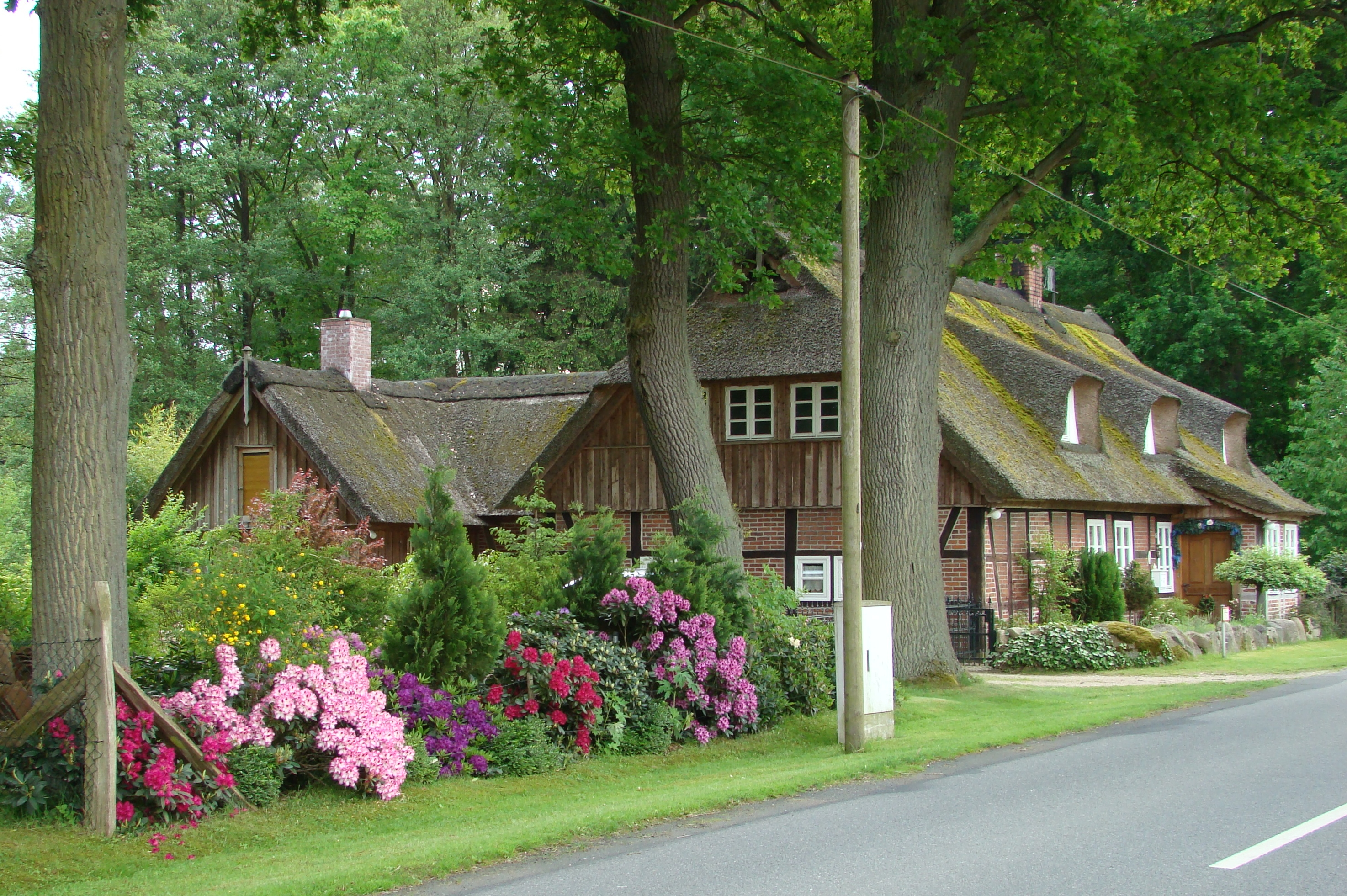
Schilderachtige boerderij in Reiningen

## Partnergemeente
- Lipiany (Polen)

Ahlden · 
Bad Fallingbostel · 
Bispingen · 
Böhme · 
Bomlitz · 
Buchholz · 
Eickeloh · 
Essel · 
Frankenfeld · 
Gilten · 
Grethem · 
Hademstorf · 
Häuslingen · 
Hodenhagen · 
Lindwedel · 
Munster · 
Neuenkirchen · 
Osterheide · 
Rethem (Aller) · 
Schneverdingen · 
Schwarmstedt · 
Soltau · 
Walsrode · 
Wietzendorf
- Gemeinsame Normdatei: 4066073-4
- Library of Congress Control Number: n92090771
- MusicBrainz: 6f1d092f-d29e-4c25-a4fa-33fc0ebeaf2c
- Nationale Bibliotheek van Israël: 987007530795005171
- Virtual International Authority File: 143212239